# Discografia de Jennie
A discografia da cantora e rapper sul-coreana Jennie consiste em 1 álbum de estúdio, 1 single álbum e 11 singles (incluindo 2 como artista convidada).
Jennie lançou seu single de estreia "Solo" pela YG Entertainment e Interscope Records em novembro de 2018. A faixa alcançou o primeiro lugar no Circle Digital Chart da Coreia do Sul, no Billboard K-pop Hot 100 e no Billboard World Digital Songs dos EUA, marcando a primeira vez que uma solista feminina de K-pop superou a última. A música foi certificada como platina na Coreia do Sul por 2,5 milhões de downloads e 100 milhões de streams, assim como ouro no Japão. O single álbum que acompanha a faixa estreou em segundo lugar no Circle Album Chart e foi certificado como platina por ultrapassar 250.000 cópias vendidas na Coreia do Sul. Em 2023, Jennie lançou o single You & Me, canção que já tinha sido apresentada pela mesma na Born Pink World Tour, segunda turnê mundial do girl group sul-coreano Blackpink, a canção alcançou a posição 7 na Billboard Global 200 e a primeira posição na Global Excl. US, tornando-se seu primeiro hit número desde de seu último single. A canção também alcançou  a quarta posição na Circle Digital Chart e a 39ª posição na UK Singles Chart.
O single de Jennie de 2023 "One of the Girls" com The Weeknd e Lily-Rose Depp atingiu o pico na décima posição na Billboard Global 200 e se tornou a música mais bem colocada por uma solista feminina de K-pop na Billboard Hot 100 dos EUA na posição 51, assim como a primeira a ser certificada como platina no país. Depois de estabelecer sua própria gravadora chamada Odd Atelier e assinar com a Columbia Records em 2024, ela ganhou seu segundo single número um no Circle Digital Chart e na parada Billboard World Digital Songs com sua participação em "Spot!" de Zico. Ela lançou como o single principal de seu primeiro álbum de estúdio Ruby pela Odd Atelier Columbia Records. A música alcançou a terceira posição na Billboard Global 200 e na Circle Digital Chart, enquanto se tornou a primeira entrada solo de Jennie na Billboard Hot 100, na posição 98, e a música mais bem colocada por uma artista solo feminina coreana na UK Singles Chart, na posição 37.

## Álbuns

### Álbuns de estúdio
| Título | Detalhes | Melhores posições nas tabelas | Melhores posições nas tabelas | Melhores posições nas tabelas | Melhores posições nas tabelas | Melhores posições nas tabelas | Melhores posições nas tabelas | Melhores posições nas tabelas | Melhores posições nas tabelas | Melhores posições nas tabelas | Melhores posições nas tabelas | Vendas                                          | Certificações  |
| Título | Detalhes | COR                           | AUS                           | CAN                           | FRA                           | ALE                           | JAP                           | HOL                           | NZ                            | UK                            | EUA                           | Vendas                                          | Certificações  |
| ------ | --- | ----------------------------- | ----------------------------- | ----------------------------- | ----------------------------- | ----------------------------- | ----------------------------- | ----------------------------- | ----------------------------- | ----------------------------- | ----------------------------- | ----------------------------------------------- | -------------- |
| Ruby   | - Lançamento: 7 de março de 2025 - Gravadora: Odd Atelier, Columbia - Formatos: CD, LP, cassete, download digital, streaming | 2                             | 2                             | 6                             | 4                             | 6                             | 21                            | 5                             | 2                             | 3                             | 7                             | - : 696,374 - : 10,639 - : 56,000 - : 1,000,000 | - : 2× Platina |

## Singleálbuns
| Título | Detalhes | Melhores posições nas tabelas | Vendas      | Certificações |
| Título | Detalhes | COR                           | Vendas      | Certificações |
| ------ | --- | ----------------------------- | ----------- | ------------- |
| Solo   | - Lançamento: 12 de novembro de 2018 - Gravadora: YG, Interscope - Formato: CD, download digital, streaming | 2                             | - : 250,000 | - : Platina   |

## Singles

### Como artista principal
| Ano                                                                                       | Canção                                               | Melhores posições nas paradas | Melhores posições nas paradas | Melhores posições nas paradas | Melhores posições nas paradas | Melhores posições nas paradas | Melhores posições nas paradas | Melhores posições nas paradas | Melhores posições nas paradas | Melhores posições nas paradas | Melhores posições nas paradas | Vendas                   | Certificações                                                               | Álbum                                                   |
| Ano                                                                                       | Canção                                               | COR                           | AUS                           | CAN                           | MAL                           | NZ                            | SGP                           | UK                            | EUA                           | VIE                           | WW                            | Vendas                   | Certificações                                                               | Álbum                                                   |
| ----------------------------------------------------------------------------------------- | ---------------------------------------------------- | ----------------------------- | ----------------------------- | ----------------------------- | ----------------------------- | ----------------------------- | ----------------------------- | ----------------------------- | ----------------------------- | ----------------------------- | ----------------------------- | ------------------------ | --------------------------------------------------------------------------- | ------------------------------------------------------- |
| 2018                                                                                      | "Solo"                                               | 1                             | —                             | 67                            | 2                             | —                             | 2                             | —                             | —                             | 85                            | —                             | - : 2,500,000 - : 10,000 | - : Platina (st.) - : Platina (dig.) - : Ouro (st.) - : Ouro - : 3× Platina | Solo                                                    |
| 2023                                                                                      | "You & Me"                                           | 4                             | 69                            | 71                            | —                             | —                             | 1                             | 39                            | —                             | 1                             | 7                             | - : 4,348                | - : Platina                                                                 | Adicionado à nenhum álbum                               |
| 2023                                                                                      | "One of the Girls" (com The Weeknd e Lily-Rose Depp) | —                             | 30                            | 29                            | 1                             | 28                            | 5                             | 21                            | 51                            | 6                             | 10                            | - : 1,000                | - : Ouro - : Ouro - : Diamante                                              | The Idol Episode 4 (Music from the HBO Original Series) |
| 2024                                                                                      | "Slow Motion" (com Matt Champion)                    | —                             | —                             | —                             | —                             | —                             | —                             | —                             | —                             | —                             | —                             | —                        | —                                                                           | Mika's Laundry                                          |
| 2024                                                                                      | "Mantra"                                             | 3                             | 52                            | 46                            | 2                             | 32                            | 2                             | 37                            | 98                            | —                             | 3                             | - : 3,100 - : 15,000     | - : Ouro                                                                    | Ruby                                                    |
| 2025                                                                                      | "Love Hangover" (com Dominic Fike)                   | 35                            | —                             | 72                            | 9                             | —                             | 5                             | 64                            | 96                            | —                             | 29                            | —                        | —                                                                           | Ruby                                                    |
| 2025                                                                                      | "ExtraL" (com Doechii)                               | 42                            | 74                            | 58                            | 14                            | —                             | 8                             | 37                            | 75                            | —                             | 18                            | —                        | —                                                                           | Ruby                                                    |
| 2025                                                                                      | "Like Jennie"                                        | 1                             | 35                            | 42                            | 1                             | 31                            | 2                             | 36                            | 83                            | —                             | 5                             | - : 6,000                | - : Ouro                                                                    | Ruby                                                    |
| 2025                                                                                      | "Handlebars" (com Dua Lipa)                          | 68                            | 63                            | 47                            | 7                             | —                             | 5                             | 41                            | 80                            | —                             | 21                            | —                        | —                                                                           | Ruby                                                    |
| "—" denota lançamentos que não entraram nas paradas ou não foram lançados naquela região. |                                                      |                               |                               |                               |                               |                               |                               |                               |                               |                               |                               |                          |                                                                             |                                                         |

### Como artista convidada
| Ano                                                                                       | Canção                          | Melhores posições nas paradas | Melhores posições nas paradas | Melhores posições nas paradas | Melhores posições nas paradas | Melhores posições nas paradas | Melhores posições nas paradas | Melhores posições nas paradas | Melhores posições nas paradas | Melhores posições nas paradas | Melhores posições nas paradas | Vendas              | Álbum                     |
| Ano                                                                                       | Canção                          | COR                           | AUS                           | CAN                           | MAL                           | NZ                            | SGP                           | UK                            | EUA                           | VIE                           | WW                            | Vendas              | Álbum                     |
| ----------------------------------------------------------------------------------------- | ------------------------------- | ----------------------------- | ----------------------------- | ----------------------------- | ----------------------------- | ----------------------------- | ----------------------------- | ----------------------------- | ----------------------------- | ----------------------------- | ----------------------------- | ------------------- | ------------------------- |
| 2013                                                                                      | "Black" (G-Dragon part. Jennie) | 2                             | —                             | —                             | —                             | —                             | —                             | —                             | —                             | —                             | —                             | - : 1,009,720       | Coup d'Etat               |
| 2024                                                                                      | "Spot!" (Zico part. Jennie)     | 1                             | —                             | —                             | 6                             | —                             | 5                             | —                             | —                             | —                             | 24                            | - : 1,000 - : 5,000 | Adicionado à nenhum álbum |
| "—" denota lançamentos que não entraram nas paradas ou não foram lançados naquela região. |                                 |                               |                               |                               |                               |                               |                               |                               |                               |                               |                               |                     |                           |

## Outras canções nas paradas
| 2013                                                                                      | "Special" (Lee Hi part. Jennie)                  | 21  | 16 | —  | —  | —   | —  | —  | —  | —   | - : 206,840 | First Love                |
| 2013                                                                                      | "GG Be" (지지베) (Seungri part. Jennie)          | 18  | 38 | —  | —  | —   | —  | —  | —  | —   | - : 202,446 | Let's Talk About Love     |
| 2023                                                                                      | "You & Me" (Coachella version)                   | —   | —  | —  | —  | —   | —  | —  | —  | —   | —           | Adicionado à nenhum álbum |
| 2025                                                                                      | "Intro: Jane" (com FKJ)                          | —   | —  | —  | —  | —   | —  | —  | —  | —   | —           | Ruby                      |
| 2025                                                                                      | "Start a War"                                    | 110 | —  | 14 | 12 | 77  | 23 | —  | —  | 158 | —           | Ruby                      |
| 2025                                                                                      | "With the IE (Way Up)"                           | 118 | —  | —  | —  | 89  | —  | —  | —  | —   | —           | Ruby                      |
| 2025                                                                                      | "Zen"                                            | 82  | —  | 19 | 13 | 100 | 30 | 38 | —  | 122 | —           | Ruby                      |
| 2025                                                                                      | "Damn Right" (com Childish Gambino e Kali Uchis) | 146 | —  | —  | —  | 87  | —  | —  | 24 | 182 | —           | Ruby                      |
| 2025                                                                                      | "F.T.S."                                         | —   | —  | —  | —  | —   | —  | —  | —  | —   | —           | Ruby                      |
| 2025                                                                                      | "Filter"                                         | —   | —  | —  | —  | —   | —  | —  | —  | —   | —           | Ruby                      |
| 2025                                                                                      | "Seoul City"                                     | —   | —  | —  | —  | —   | —  | —  | —  | —   | —           | Ruby                      |
| 2025                                                                                      | "Starlight"                                      | —   | —  | —  | —  | —   | —  | —  | —  | —   | —           | Ruby                      |
| 2025                                                                                      | "Twin"                                           | 124 | —  | —  | —  | —   | —  | —  | —  | —   | —           | Ruby                      |
| "—" denota lançamentos que não entraram nas paradas ou não foram lançados naquela região. |                                                  |     |    |    |    |     |    |    |    |     |             |                           |

## Créditos de composição
Todos os créditos das canções são adaptados do banco de dados da Korea Music Copyright Association.
| Ano  | Artista                               | Canção                 | Álbum                          | Letrista  | Letrista | Compositor | Compositor | Produtor  | Produtor      | Ref.          |
| Ano  | Artista                               | Canção                 | Álbum                          | Creditada | Com | Creditada  | Com | Creditada | Com           | Ref.          |
| ---- | ------------------------------------- | ---------------------- | ------------------------------ | --------- | --- | ---------- | --- | --------- | ------------- | ------------- |
| 2020 | Blackpink                             | "Lovesick Girls"       | The Album                      | Yes       | Løren, Danny Chung, Jisoo, Teddy                                                                                           | Yes        | R. Tee, 24, Teddy, Brian Lee, Leah Haywood, David Guetta                                                                   | Não       | —             | —             |
| 2021 | Jennie                                | "Solo (Remix)"         | Blackpink 2021 'The Show' Live | Yes       | 24, Teddy | Yes        | 24, Teddy | Não       | —             | [ 92 ] [ 93 ] |
| 2023 | Blackpink                             | "The Girls"            | Adicionado à nenhum álbum      | Yes       | Danny Chung, Madison Love, Melanie Fontana, Michel Schulz, Rosé, Ryan Tedder                                               | Yes        | Danny Chung, Madison Love, Melanie Fontana, Michel Schulz, Rosé, Ryan Tedder                                               | Não       | —             | —             |
| 2024 | Matt Champion e Jennie                | "Slow Motion"          | Mika's Laundry                 | Yes       | Matt Champion, Henry Kwapis, Romil Hemnani, Reske, Dijon, Ging                                                             | Yes        | Matt Champion, Henry Kwapis, Romil Hemnani, Reske, Dijon, Ging                                                             | Não       | —             | —             |
| 2024 | Jennie                                | "Mantra"               | Ruby                           | Yes       | Billy Walsh, Claudia Valentina, Elle Campbell, Jelli Dorman, Jumpa, Serban lonut Cazan, Zikai                              | Yes        | Billy Walsh, Claudia Valentina, Elle Campbell, Jelli Dorman, Jumpa, Serban lonut Cazan, Zikai                              | Não       | —             | [ 94 ]        |
| 2025 | Jennie e Dominic Fike                 | "Love Hangover"        | Ruby                           | Não       | — | Não        | — | Yes       | Ido Zmishlany | [ 95 ]        |
| 2025 | Jennie e Doechii                      | "ExtraL"               | Ruby                           | Yes       | Doechii, Alexis Andrea Boyd, Sorana Pacurar, Dem Jointz                                                                    | Yes        | Doechii, Alexis Andrea Boyd, Sorana Pacurar, Dem Jointz                                                                    | Não       | —             | [ 96 ]        |
| 2025 | Jennie e FKJ                          | "Intro: Jane"          | Ruby                           | Não       | — | Yes        | FKJ | Não       | —             | [ 97 ]        |
| 2025 | Jennie                                | "Like Jennie"          | Ruby                           | Yes       | Tayla Parx, Amanda "Kiddo A.I." Ibanez, Zico, Thomas Wesley Pentz,Jorge Antonio Alfonzo Sr                                 | Yes        | Tayla Parx, Amanda "Kiddo A.I." Ibanez, Zico, Thomas Wesley Pentz,Jorge Antonio Alfonzo Sr                                 | Não       | —             | [ 98 ]        |
| 2025 | Jennie                                | "With the IE (Way Up)" | Ruby                           | Yes       | Dem Jointz, Jelli Dorman, Jose Fernando Arbex Miro                                                                         | Yes        | Dem Jointz, Jelli Dorman, Jose Fernando Arbex Miro                                                                         | Não       | —             | [ 99 ]        |
| 2025 | Jennie                                | "Zen"                  | Ruby                           | Yes       | Asheton Hogan, Bibi Bourelly, Kirsten Allyssa Spencer, Jelli Dorman                                                        | Yes        | Asheton Hogan, Bibi Bourelly, Kirsten Allyssa Spencer, Jelli Dorman                                                        | Não       | —             | [ 100 ]       |
| 2025 | Jennie, Childish Gambino e Kali Uchis | "Damn Right"           | Ruby                           | Yes       | Childish Gambino, Kali Uchis, Jean Marcel Day Jr., S amuel Gloade, Michael Len Williams II, Bibi Bourelly, Ariowa Irosogie | Yes        | Childish Gambino, Kali Uchis, Jean Marcel Day Jr., S amuel Gloade, Michael Len Williams II, Bibi Bourelly, Ariowa Irosogie | Não       | —             | [ 101 ]       |
| 2025 | Jennie                                | "F.T.S."               | Ruby                           | Yes       | Asheton Hogan, Bibi Bourelly, Carly Gibert, Christopher Gage Newlin                                                        | Yes        | Asheton Hogan, Bibi Bourelly, Carly Gibert, Christopher Gage Newlin                                                        | Não       | —             | [ 102 ]       |
| 2025 | Jennie                                | "Seoul City"           | Ruby                           | Yes       | Myles Edward Harris, Braylin Philip Bowman, Xeryus Gittens, Michael Len Williams II, Bibi Bourelly, Carly Gibert           | Yes        | Myles Edward Harris, Braylin Philip Bowman, Xeryus Gittens, Michael Len Williams II, Bibi Bourelly, Carly Gibert           | Não       | —             | [ 103 ]       |
| 2025 | Jennie                                | "Starlight"            | Ruby                           | Yes       | Asheton Hogan, Armel Potter, Michael Len Williams II, Bibi Bourelly, Ariowa Irosogie                                       | Yes        | Asheton Hogan, Armel Potter, Michael Len Williams II, Bibi Bourelly, Ariowa Irosogie                                       | Não       | —             | [ 104 ]       |
| 2025 | Jennie                                | "Twin"                 | Ruby                           | Yes       | Bibi Bourelly, Christopher Gage Newlin, Michael Len Williams II                                                            | Yes        | Bibi Bourelly, Christopher Gage Newlin, Michael Len Williams II                                                            | Não       | —             | [ 105 ]       |

## Videoclipes

### Como artista principal
| Título                                               | Ano  | Diretor         | Duração | Ref.    |
| ---------------------------------------------------- | ---- | --------------- | ------- | ------- |
| "Solo"                                               | 2018 | Han Sa-min      | 2:56    | [ 106 ] |
| "One of the Girls" (com The Weeknd e Lily-Rose Depp) | 2023 | Sam Levinson    | 4:18    | [ 107 ] |
| "Mantra"                                             | 2024 | Tanu Muino      | 2:28    | [ 108 ] |
| "Zen"                                                | 2025 | Cho Gi-seok     | 3:31    | [ 109 ] |
| "Love Hangover" (com Dominic Fike)                   | 2025 | Bradley & Pablo | 3:36    | [ 110 ] |
| "ExtraL" (com Doechii)                               | 2025 | Cole Bennett    | 3:40    | [ 111 ] |
| Like Jennie                                          | 2025 | Lee Han-gyeol   | 3:02    | [ 112 ] |
| "Handlebars" (com Dua Lipa)                          | 2025 | BRTHR           | 3:31    | [ 113 ] |
| "Seoul City"                                         | 2025 | Dasom Han       | 2:45    | [ 114 ] |

### Como artista convidada
| Título                      | Ano  | Diretor                           | Duração | Ref.    |
| --------------------------- | ---- | --------------------------------- | ------- | ------- |
| "Spot!" (Zico part. Jennie) | 2024 | Yong-seok Choi e Ran Ro (Lumpens) | 3:12    | [ 115 ] |

### Outros vídeos
| Título                               | Ano  | Diretor       | Length | Ref.    |
| ------------------------------------ | ---- | ------------- | ------ | ------- |
| "You & Me" (Dance Performance Video) | 2023 | Lee Han-gyeol | 3:31   | [ 116 ] |